# 錫格羅夫 (北卡羅萊納州)
錫格羅夫（英語：Seagrove）是一個位於美國北卡羅萊納州蘭道夫縣的城鎮。

## 人口
根據2020年美國人口普查的數據，錫格羅夫的面積為2.98平方千米，當中陸地面積為2.97平方千米，而水域面積為0.01平方千米。當地共有人口235人，而人口密度為每平方千米79人。